# Soundtrack 1 (serie de televisión)
Soundtrack #1 (en hangul, 사운드트랙 #1; romanización revisada, Saundeuteuraek #1), es una serie de televisión surcoreana transmitida el 23 de marzo de 2022 a través de Disney+.

## Sinopsis
La serie sigue a un hombre y una mujer que han sido los mejores amigos durante 20 años, se conocen mientras permanecen en la misma casa durante dos semanas.

## Reparto

### Personajes principales
- Park Hyung-shik como Han Sun-woo, un fotógrafo en ascenso que es un hombre de pocas palabras, pero tiene una personalidad cálida y afectuosa.[4][5]
- Han So-hee como Lee Eun-soo, una letrista divertida y honesta que no tiene miedo de decir lo que piensa.[6][7]

### Personajes secundarios
- Lee Jung-eun como la madre de Lee Eun-soo.
- Kim Joo-hoon como Woo-il.
- Yoon Byung-hee como Dong-hyun.
- Noh Sang-hyun como Ji Su-ho.

### Apariciones especiales
- Park Hoon como Kyul-han.
- Park Min-jung como Ma-ri.
- Seo In-kook como Jay Joon.
- Yoon Seo-ah como Kim Seo-yeon (ep. 4).[8]

## Episodios
La serie conformada por cuatro episodios, fue estrenada el miércoles 23 de marzo de 2022 exclusivamente en Disney+ y en territorios seleccionados. En Latinoamérica fue estrenada en Star+.

## Banda sonora
El OST de la serie está conformado por las siguientes canciones:
| 1. Lanzado el 30 de diciembre de 2021 |                                                                           |                        |          |  |
| N.º                                   | Título                                                                    | Artista                | Duración |  |
| 1.                                    | «Love Is Not Expressed In Words» (사랑은 말로 표현하는게 아니래요)        | Kyuhyun (Super Junior) | 3:53     |  |
| 2.                                    | «Love Is Not Expressed In Words» (사랑은 말로 표현하는게 아니래요; Inst.) |                        | 3:53     |  |

| 2. Lanzado el 6 de enero de 2022 |                                             |             |          |  |
| N.º                              | Título                                      | Artista     | Duración |  |
| 1.                               | «Want To Be Happy» (행복해지고 싶어)        | Park Bo-ram | 3:33     |  |
| 2.                               | «Want To Be Happy» (행복해지고 싶어; Inst.) |             | 3:33     |  |

| 3. Lanzado el 20 de enero de 2022 |                                                                                |         |          |  |
| N.º                               | Título                                                                         | Artista | Duración |  |
| 1.                                | «Your Tender Heart Hurts Me» (소녀 같은 맘을 가진 그댈 생각하면 아파요)        | Davichi | 3:40     |  |
| 2.                                | «Your Tender Heart Hurts Me» (소녀 같은 맘을 가진 그댈 생각하면 아파요; Inst.) |         | 3:40     |  |

| 4. Lanzado el 27 de enero de 2022 |                   |               |          |  |
| N.º                               | Título            | Artista       | Duración |  |
| 1.                                | «My Love»         | Kim Jong-kook | 3:28     |  |
| 2.                                | «My Love» (Inst.) |               | 3:28     |  |

| 5. Lanzado el 6 de febrero de 2022 |                                     |              |          |  |
| N.º                                | Título                              | Artista      | Duración |  |
| 1.                                 | «Talk To Me» (나에게 말해요)        | Kim Jae-hwan | 4:17     |  |
| 2.                                 | «Talk To Me» (나에게 말해요; Inst.) |              | 4:17     |  |

| 6. Lanzado el 14 de febrero de 2022 |                                    |              |          |  |
| N.º                                 | Título                             | Artista      | Duración |  |
| 1.                                  | «Prettiest One» (너만 예뻐)        | Standing Egg | 3:08     |  |
| 2.                                  | «Prettiest One» (너만 예뻐; Inst.) |              | 3:08     |  |

| 7. Lanzado el 22 de febrero de 2022 |                                         |               |          |  |
| N.º                                 | Título                                  | Artista       | Duración |  |
| 1.                                  | «A Little More» (아주 조금만 더)        | Doyoung (NCT) | 3:22     |  |
| 2.                                  | «A Little More» (아주 조금만 더; Inst.) |               | 3:22     |  |

| 8. Lanzada el 2 de marzo de 2022 |                                                               |            |          |  |
| N.º                              | Título                                                        | Artista    | Duración |  |
| 1.                               | «Wanna Be Your Lover» (이젠 친구에서 연인이 되고 싶어)        | Monday Kiz | 4:26     |  |
| 2.                               | «Wanna Be Your Lover» (이젠 친구에서 연인이 되고 싶어; Inst.) |            | 4:26     |  |

| 9. Lanzada el 14 de marzo de 2022 |                                                                                   |         |          |  |
| N.º                               | Título                                                                            | Artista | Duración |  |
| 1.                                | «We'll Shine Brighter Than Any Other Stars» (우린 어떠한 별보다 빛날 거야)        | Lee Hi  | 3:49     |  |
| 2.                                | «We'll Shine Brighter Than Any Other Stars» (우린 어떠한 별보다 빛날 거야; Inst.) |         | 3:49     |  |

| 10. Lanzada el 23 de marzo de 2022 |                          |         |          |  |
| N.º                                | Título                   | Artista | Duración |  |
| 1.                                 | «Love Love Love»         | Seobin  | 3:16     |  |
| 2.                                 | «Love Love Love» (Inst.) |         | 3:16     |  |

## Producción
La serie fue creada por NHN Bugs (Inversión en planificación y producción), la dirección está a cargo de Kim Hee-won (김희원) y el guion es realizado por Ahn Sae-bom (안새봄).
El 23 de marzo de 2022, se realizó la conferencia de prensa en línea.